# 4. Sinfonie (Schmidt)
Die Sinfonie in C-Dur ist die vierte Sinfonie des Komponisten Franz Schmidt. Sie entstand in den Jahren 1932 bis 1933 und wurde 1934 in Wien uraufgeführt. Sie war als Trauermusik für seine im Wochenbett verstorbene Tochter gedacht. Schmidt nannte die Sinfonie ein „Requiem für meine Tochter“.

## Uraufführung, Gliederung
Die Uraufführung von Franz Schmidts 4. Sinfonie erfolgte am 10. Januar 1934 im Großen Saal des Wiener Musikvereins, die Leitung hatte Oswald Kabasta.
Die Bezeichnungen der vier unmittelbar ineinander übergehenden Sätze lauten: Allegro molto moderato. Adagio. Molto vivace. Tempo I
Die Spieldauer beträgt annähernd 50 Minuten.

## Analyse
Die vierte Sinfonie beginnt und endet mit einem einsamen Trompetensolo, von dem der Komponist meinte, es sei „die letzte Musik, die man ins Jenseits mitnimmt“. Tatsächlich stellt die Vierte ein Requiem für Schmidts kurz nach ihrer ersten Niederkunft verstorbenen Tochter Emma dar. Das Werk ist als eine große, pausenlos ablaufende Einheit komponiert, ein gigantischer Sonatensatz, der (etwa nach dem Vorbild von Franz Liszts Klaviersonate h-Moll) alle Sinfoniesätze in sich zusammenfasst. 
Abschnitt 1 stellt demnach die Exposition dar, das Trompetenthema, frei im tonalen Raum schwebend, aber die Tonika C einkreisend, wird zunächst über einem pochenden Pizzicato-Orgelpunkt der Kontrabässe weiterentwickelt und erreicht in harmonischen Wanderbewegungen die von C am weitesten entfernte Tonart: Fis. Zwischen Fis-Dur und fis-Moll pendelt der Einsatz des lyrischen Seitenthemas, eine der schönsten Eingebungen Schmidts, blühende Spätromantik als Gegensatz zum elegisch verhaltenen Hauptthema (die ersten Takte schmücken übrigens als Notenzitat das Denkmal, das dem Komponisten im nach ihm benannten Park in Wien-Hietzing gesetzt wurde). In leidenschaftlichen Steigerungswellen singt sich dieses Thema aus – und mündet in das Adagio der Sinfonie, einen „Trauermarsch“, von einem Cello-Solo eingeleitet. Der Mittelteil dieser Trauermusik steigert sich zu immensem Ausdruck, bevor die resignierende Rückführung ins gespenstische Scherzo überleitet: Dieses ist der eigentliche Durchführungs-Teil der Sinfonie und entwickelt aus dem Cellogesang des Adagios eine rasante Tarantella, über deren unablässiger Bewegung wie ein Cantus firmus immer wieder das Trompetenthema des Sinfonie-Beginns erscheint. Als „Trio“-Sektion erscheint zweimal eine rasante Variante des lyrischen Seitensatzes aus dem ersten Abschnitt der Sinfonie. Der dieserart (nach dem Vorbild der Scherzosätze in Beethovens Vierter bzw. Siebenter Sinfonie) fünfteilige „Totentanz“ strebt einer deliranten Zuspitzung zu und bricht dann in sich zusammen. Aus der Agonie wächst – zunächst im Horn-Quartett, wie aus der Ferne erklingend – die Reprise der beiden Hauptthemen der Sinfonie – die mit demselben einsamen Trompetensolo schließt, mit dem sie begonnen hat.

## Einzelnachweis
1. ↑  Angaben Universal Edition